# アジャクシオ
アジャクシオ（フランス語: Ajaccio, 発音 /aʒaksjo/; コルシカ語: Aiacciu、発音 /aˈjattʃu/、[アヤッチュ]; イタリア語: Aiaccio、発音 /aˈjattʃo/、[アヤッチョ]）は、フランスのコルス地方公共団体、コルシカ島のコミューン。コルス地方公共団体の首府であり、コルス＝デュ＝シュド県の県庁所在地である。第二次世界大戦中の1943年10月8日、フランス領内で最初にドイツから解放された街である。

## 概要

### 名前の由来
いくつかの仮説があるが、伝説的なギリシャ神話の英雄アイアースによって街が創建されたという説が強い。現実的な仮説としては、トスカーナ語のagghiacciu（ヒツジ小屋）からアジャクシオ（アヤッチュ）となったというものがある。他に、近年の東ローマ帝国文献によって支持されている、ギリシャ語の単語に起源を発するAgiationである。agathèとは『幸運』や『良い係留地』を意味する（南仏の町アグドと語源を同じくする）。

## 地理

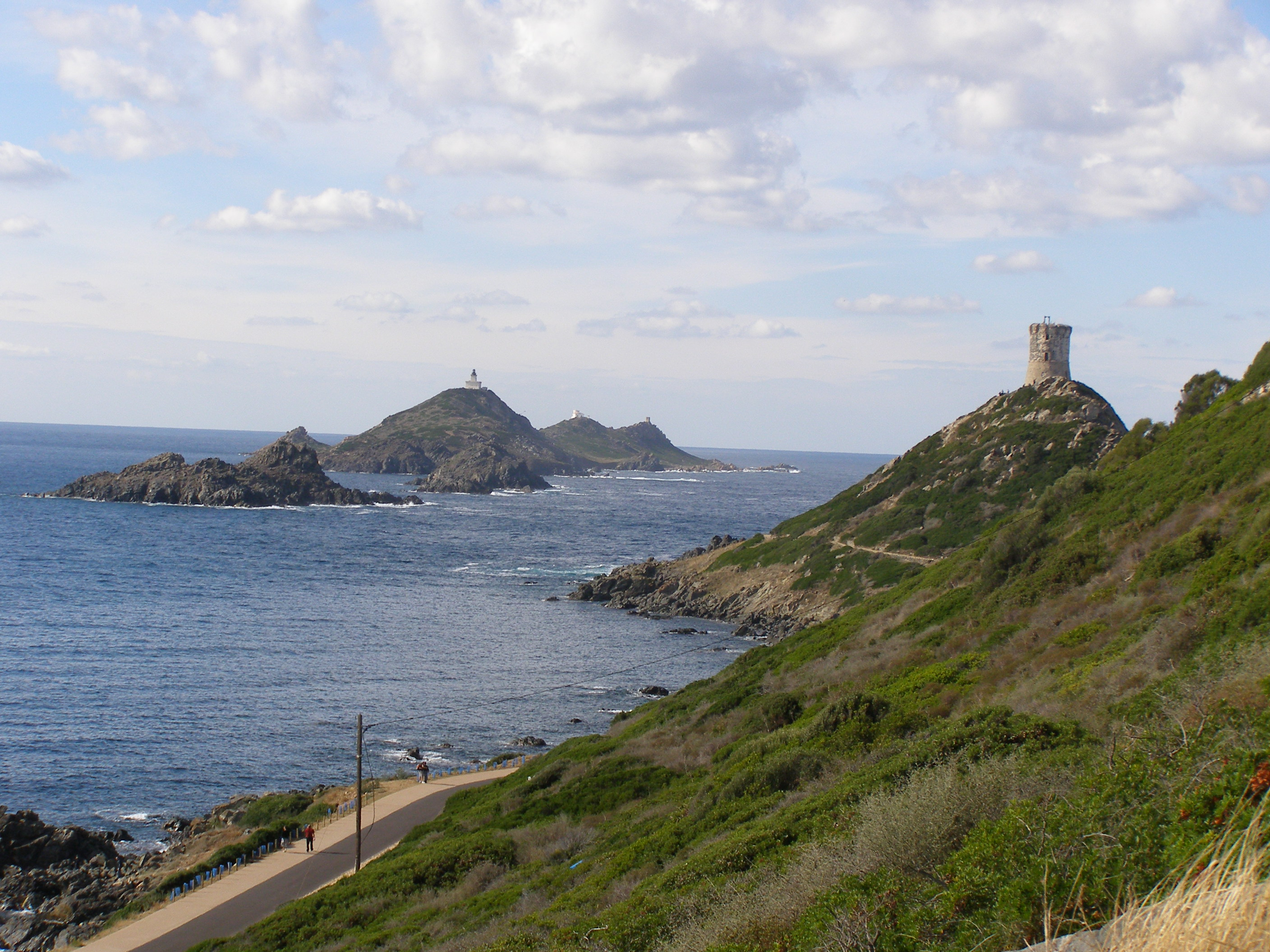
サンギネール諸島

コルス南部、島西岸に位置する。アジャクシオ（アヤッチュ）の町は、サンギネール諸島を含むパラタ岬とグラヴォナ川河口に挟まれた湾の北側にある。多くの海水浴場や入り江が、特に頑丈な西側に沿って広がる。

### 気候
地中海性気候であり、年間の平均日照時間は2737時間である。
アジャクシオ（アヤッチュ）の中でも場所によって気候の変動がある。特に風量と降水量の年間合計は、市街中心部か否か、空港やサンギネール諸島に近いか遠いかに左右される。平均年間降水量は、観測地点のカンポ・デル・オロにおいて645.6mmである。一方、パラタにおいては523.9mmである。乾燥と夏の暑さは、多少シロッコが吹く場合を除き、地中海への近さのためしのぎやすい。春と秋は大雨や嵐が発生する可能性がある。冬は温和で降雪はまれである。アジャクシオは、1971年から2000年までの間の雷雨の平均日数が39日間という記録を保持している。
2009年9月14日、藤田スケールでF1という規模の竜巻がアジャクシオに直撃した。しかし被害はわずかで犠牲者もなかった。
| アジャクシオの気候     | アジャクシオの気候 | アジャクシオの気候 | アジャクシオの気候 | アジャクシオの気候 | アジャクシオの気候 | アジャクシオの気候 | アジャクシオの気候 | アジャクシオの気候 | アジャクシオの気候 | アジャクシオの気候 | アジャクシオの気候 | アジャクシオの気候 | アジャクシオの気候 |
| 月                     | 1月                | 2月                | 3月                | 4月                | 5月                | 6月                | 7月                | 8月                | 9月                | 10月               | 11月               | 12月               | 年                 |
| ---------------------- | ------------------ | ------------------ | ------------------ | ------------------ | ------------------ | ------------------ | ------------------ | ------------------ | ------------------ | ------------------ | ------------------ | ------------------ | ------------------ |
| 平均最高気温 °C （°F） | 13.3 (55.9)        | 13.7 (56.7)        | 15.0 (59)          | 17.4 (63.3)        | 20.9 (69.6)        | 24.5 (76.1)        | 27.6 (81.7)        | 27.7 (81.9)        | 25.4 (77.7)        | 22.0 (71.6)        | 17.5 (63.5)        | 14.4 (57.9)        | 19.95 (67.91)      |
| 日平均気温 °C （°F）   | 8.6 (47.5)         | 9.0 (48.2)         | 10.1 (50.2)        | 12.3 (54.1)        | 15.7 (60.3)        | 19.1 (66.4)        | 21.9 (71.4)        | 22.1 (71.8)        | 19.9 (67.8)        | 16.7 (62.1)        | 12.6 (54.7)        | 9.6 (49.3)         | 14.80 (58.64)      |
| 平均最低気温 °C （°F） | 3.9 (39)           | 4.3 (39.7)         | 5.3 (41.5)         | 7.3 (45.1)         | 10.6 (51.1)        | 13.8 (56.8)        | 16.2 (61.2)        | 16.5 (61.7)        | 14.4 (57.9)        | 11.4 (52.5)        | 7.7 (45.9)         | 4.8 (40.6)         | 9.68 (49.42)       |
| 降水量 mm （inch）     | 73.8 (2.906)       | 69.7 (2.744)       | 58.1 (2.287)       | 52.0 (2.047)       | 40.2 (1.583)       | 19.0 (0.748)       | 11.0 (0.433)       | 19.9 (0.783)       | 43.6 (1.717)       | 87.0 (3.425)       | 95.9 (3.776)       | 75.5 (2.972)       | 645.7 (25.421)     |
| 平均降水日数 （≥1 mm） | 8.9                | 8.7                | 8.3                | 7.2                | 5.7                | 2.8                | 1.3                | 2.4                | 4.3                | 7.3                | 8.6                | 9.1                | 74.6               |
| 平均月間日照時間       | 133.3              | 145.0              | 189.1              | 225.0              | 282.1              | 321.0              | 365.8              | 331.7              | 264.0              | 210.8              | 150.0              | 127.1              | 2,744.9            |
| 出典：香港天文台       |                    |                    |                    |                    |                    |                    |                    |                    |                    |                    |                    |                    |                    |

### 地区
アジャクシオは10の区で構成される。
- Cannes-Binda : 北部。高層集合住宅がある
- Centre Ville : 観光の中心。ショッピング街や主要交通道路がある
- Jardins de l'Empereur　: 都市政策優先実施区域
- Mezzavia : 北部。商業および経済地区
- Octroi-Sainte Lucie : 旧市街の北。アジャクシオ港とアジャクシオ駅がある
- Pietralba : 北東部。都市政策優先実施区域
- Résidence des Îles : 南部。サンギネール諸島への観光ルートが通る
- Saint-Jean : 歴史的建造物のある旧市街に近く、低所得者層の集合住宅がある複雑な地区
- Salines : 北部の庶民的な区。都市政策優先実施区域
- Vazzio : 北東部。アジャクシオ・ナポレオン・ボナパルト空港、スタッド・フランソワ・コティに近接。

### 人口
人口統計
1945年から1975年までの期間のアジャクシオ（アヤッチュ）の人口統計学的発展は、都市の人口が倍増したことによる。1950年代は農民の離村が主体であった。1960年代からはピエ・ノワールの移住、マグレブ諸国出身者の移住、大陸側フランス出身者の移住があった。
| 1962年 | 1968年 | 1975年 | 1982年 | 1990年 | 1999年 |
| ------ | ------ | ------ | ------ | ------ | ------ |
| 33 642 | 43 438 | 49 065 | 54 089 | 58 315 | 54 697 |

source = Cassini et INSEE

## 歴史

### 古代
アジャクシオ（アヤッチュ）の名は、紀元2世紀のギリシャ人地理学者プトレマイオスの記述に残っていない。近くのCinarcaにあるOurkinionの地名が記されているにもかかわらずである。近年より多くの発掘調査がなされ、アジャクシオの都市としての規模を上方修正させる可能性が高い、古代半ばから中世初期にかけての、初期キリスト教時代の重要な遺跡が発見されている。ローマ帝国時代の名はAdiaciumであった。アジャクシオは教区が置かれるのにふさわしい状態にあったと、591年にローマ教皇グレゴリウス1世が言及している。この時代のアジャクシオは、後にジェノヴァ人たちが選んだ場所よりもさらに北に位置していた。
ローマが衰退すると、最初ヴァンダル族が、次いでロンゴバルド族が島を征服した。

### 中世・ジェノヴァ支配
8世紀からまちは、コルスの他沿岸地域のほとんどから、急激に姿を消してしまった。しかし我々は、城と大聖堂が1492年にすでにあったこと、大聖堂が1748年に解体されたことがわかっている。
1000年頃、ピサが島を征服した。
15世紀後半から、サン・ジョルジョ銀行の権威の下にあったジェノヴァ共和国が島南部の支配権を主張しようと、アジャクシオ（アヤッチュ）の再建を決めた。1492年に工事が始まり、彼らは要塞の町を建設した。発展したアジャクシオは地域の行政首府となった。一方でバスティアは島全体の中心であった。
初期の植民地は排他的にジェノヴァ人のみを受け入れた。ルニジャーナ地方（リグーリアのマグラ川流域）から100家族が入植し、1510年にはブオナパルテ家（ボナパルト家）の姿があった。実質的にフランスが征服するまでの間、徐々にコルス人を受け入れていった。アジャクシオ（アヤッチュ）住民はジェノヴァ共和国の法的市民であった。

### フランスの時代

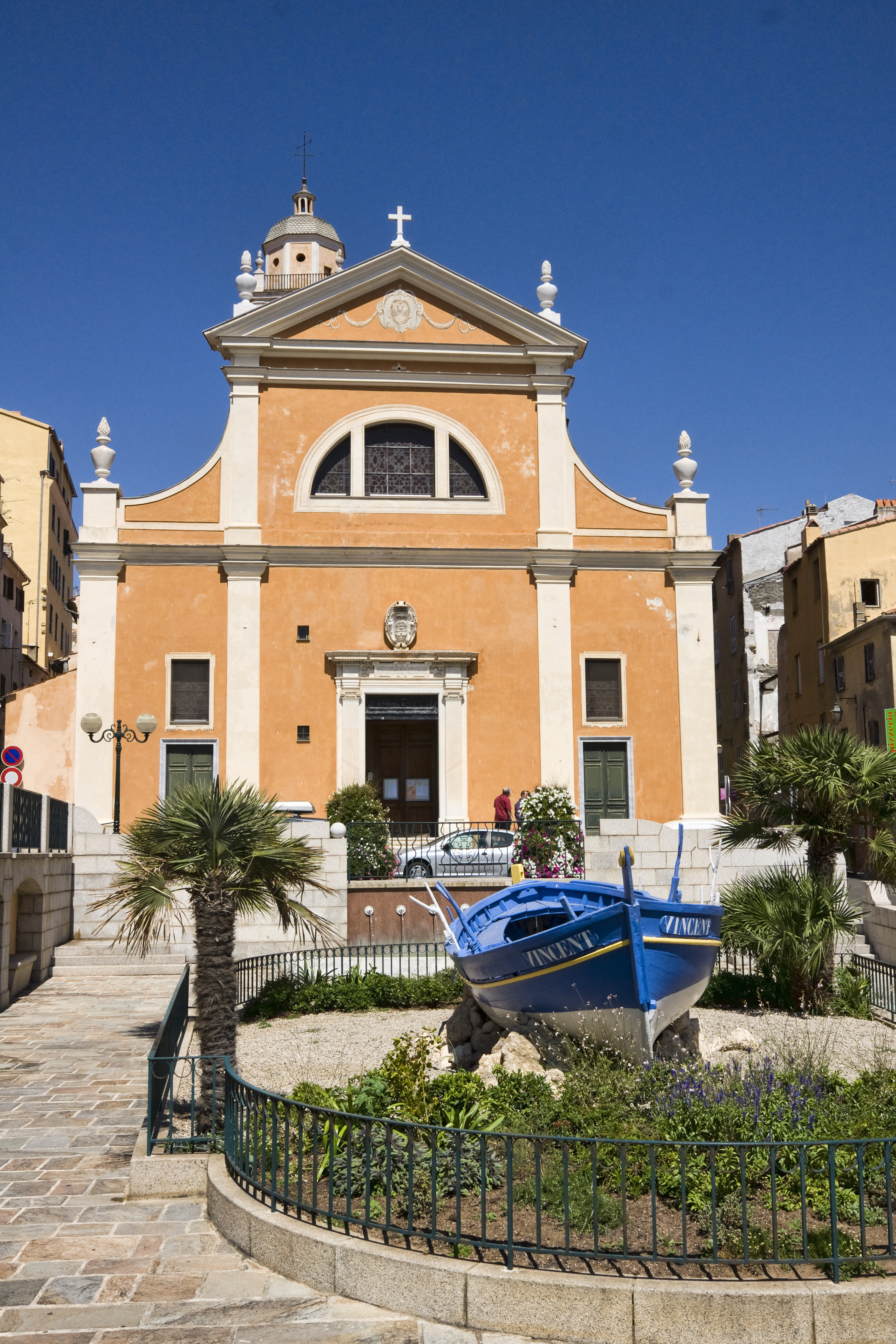
ジェノヴァ時代に建設されたノートルダム・ド・アソンプション教会。ナポレオンはここで洗礼を受けた

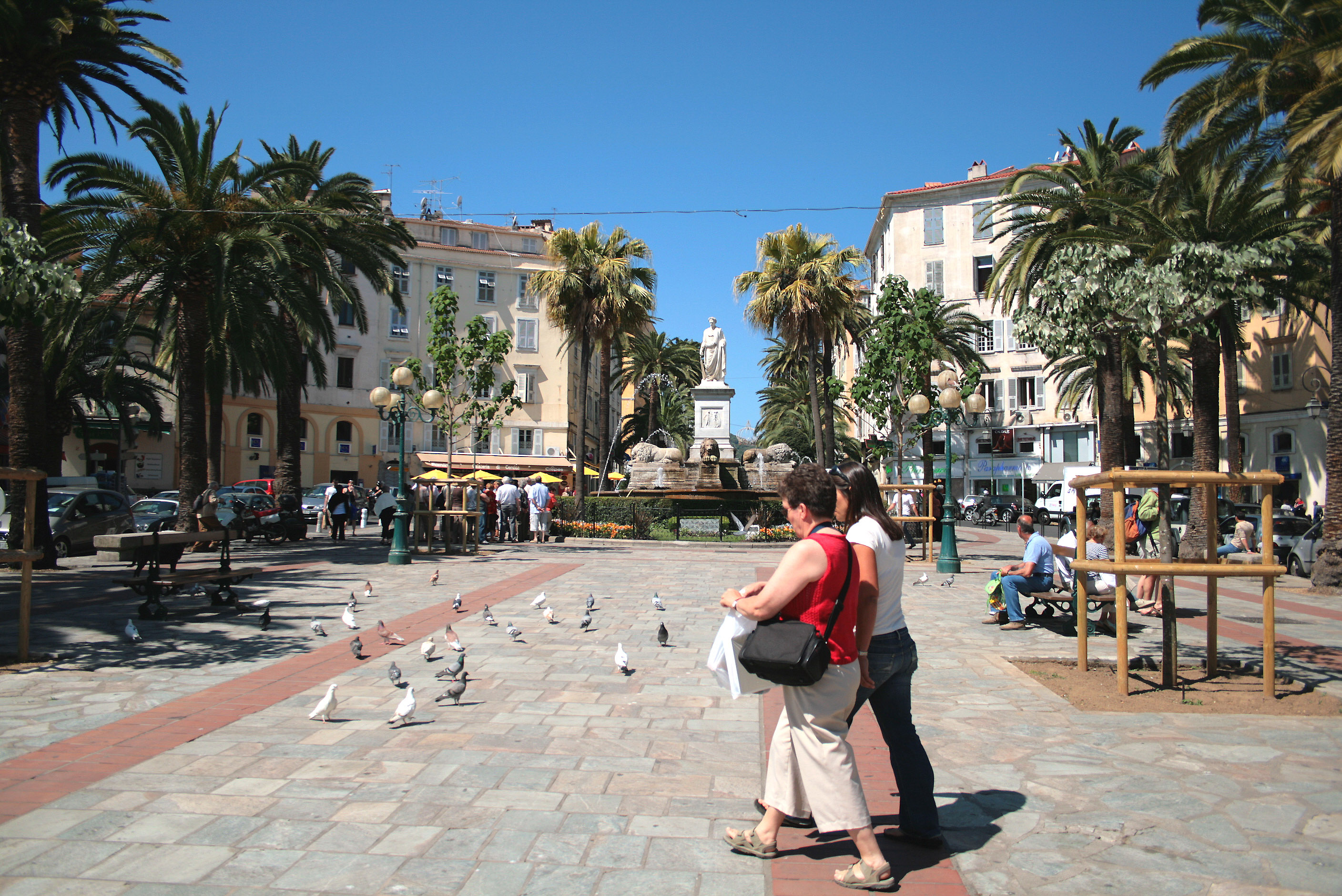
マルシャル・ジョフル広場

1553年から1559年にフランスに占領された後、カトー・カンブレジ条約でコルスはジェノヴァが取り戻した。1768年、ヴェルサイユ条約が締結され、ジェノヴァがコルスをフランスに債務の担保として譲渡し、コルスはフランスに帰属することとなった。1768年にボルゴにてコルス愛国者がフランス軍を破り、1769年にはパスカル・パオリが降伏してからのことであった。1793年から1796年の間、イギリスの支援を受けたパオリがコルスを実質統治していた。
アジャクシオ（アヤッチュ）出身のナポレオン・ボナパルトが帝政を敷くと、彼はバスティアではなくアジャクシオを県唯一の首府とした。19世紀から20世紀のアジャクシオの成長はバスティアに追いつき、島で最も人口の多い都市となった。19世紀のアジャクシオは、モナコ、カンヌ、ニースのように、上流社会、特にイギリス人たちに人気のある冬のリゾート地となった。聖公会の教会でさえ建設された。
フランス初の少年刑務所は、1855年にアジャクシオに設置された。そこは8歳から20歳までの非行少年を矯正させるコロニーであった。1866年に閉鎖されるまで、フランス全土から1200人の少年たちがここに集められた。そのうちの160人が嘆かわしい衛生状態や、彼らが浄化作業を行うこととなっていた不健康地帯でマラリアの犠牲となって死んだ。

### 現代
1943年9月9日、アジャクシオはナチス支配を脱した。同年10月8日、ド・ゴール将軍はアジャクシオに到着した。
占領時期、住民と行政に保護されたためユダヤ人のコルス移送は遂行されなかった。これは、諸国民の中の正義の人の称号をコルスが名乗る資格があることを意味する（フランス本土でこの称号を名乗ることができるのはオート＝ロワール県のシャンボン＝シュル＝リュニョンだけである）。この件は2010年現在調査中である。
20世紀半ば以降のアジャクシオは重要な成長をとげ、人口が増加し、スプロール現象が起きた。現在コルスの中心地、島第一の都市圏として、真の地域圏中心地になろうとしている。

### 沿革
- 1790年-1793年: コルス県(département de Corse)の一区域(district)の首府
- 1793年-1811年: リアモン県(département du Liamone)の県庁所在地
- 1975年-1811年: コルス県の県庁所在地
- 1970年-: 地域圏新設によりコルス地域圏首府
- 1976年-: 旧コルス県分割により、コルス＝デュ＝シュド県の県庁所在地

## 行政
帝政時代の名残を残す都市であり、2001年自治体選挙までボナパルティストの牙城であった。過去にアジャクシオはシモン・ルニュクシによる、社会民主党、共産党、フランス帝位僭称者シャルル・ナポレオンを集めた左翼連立に衝撃を受けた。
| 就任年     | 退任年    | 氏名                   | 所属                       | 備考 |
| ---------- | --------- | ---------------------- | -------------------------- | ---- |
| 1975年11月 | 1994年2月 | シャルル・オルナノ     | ボナパルティスト中央委員会 |      |
| 1994年3月  | 2001年5月 | マルク・マルカンジェリ | ボナパルティスト中央委員会 |      |
| 2001年5月  | 現職      | シモン・ルニュクシ     | コルス社会民主運動         |      |

## 対外関係

### 姉妹都市･提携都市
- パルマ・デ・マヨルカ（スペイン王国 バレアレス諸島州 バレアレス諸島県）- 1980年
- ラルナカ（キプロス共和国 ラルナカ地区）- 1989年
- デイナポイント（アメリカ合衆国 カリフォルニア州 オレンジ郡）- 1990年
- ラ・マッダレーナ（イタリア共和国 サルデーニャ州 オルビア＝テンピオ県）- 1991年
- イェーナ（ドイツ連邦共和国 テューリンゲン州）- 2003年
- マラケシュ（モロッコ王国 マラケシュ＝サフィ地方 マラケシュ県）- 2005年

## 経済

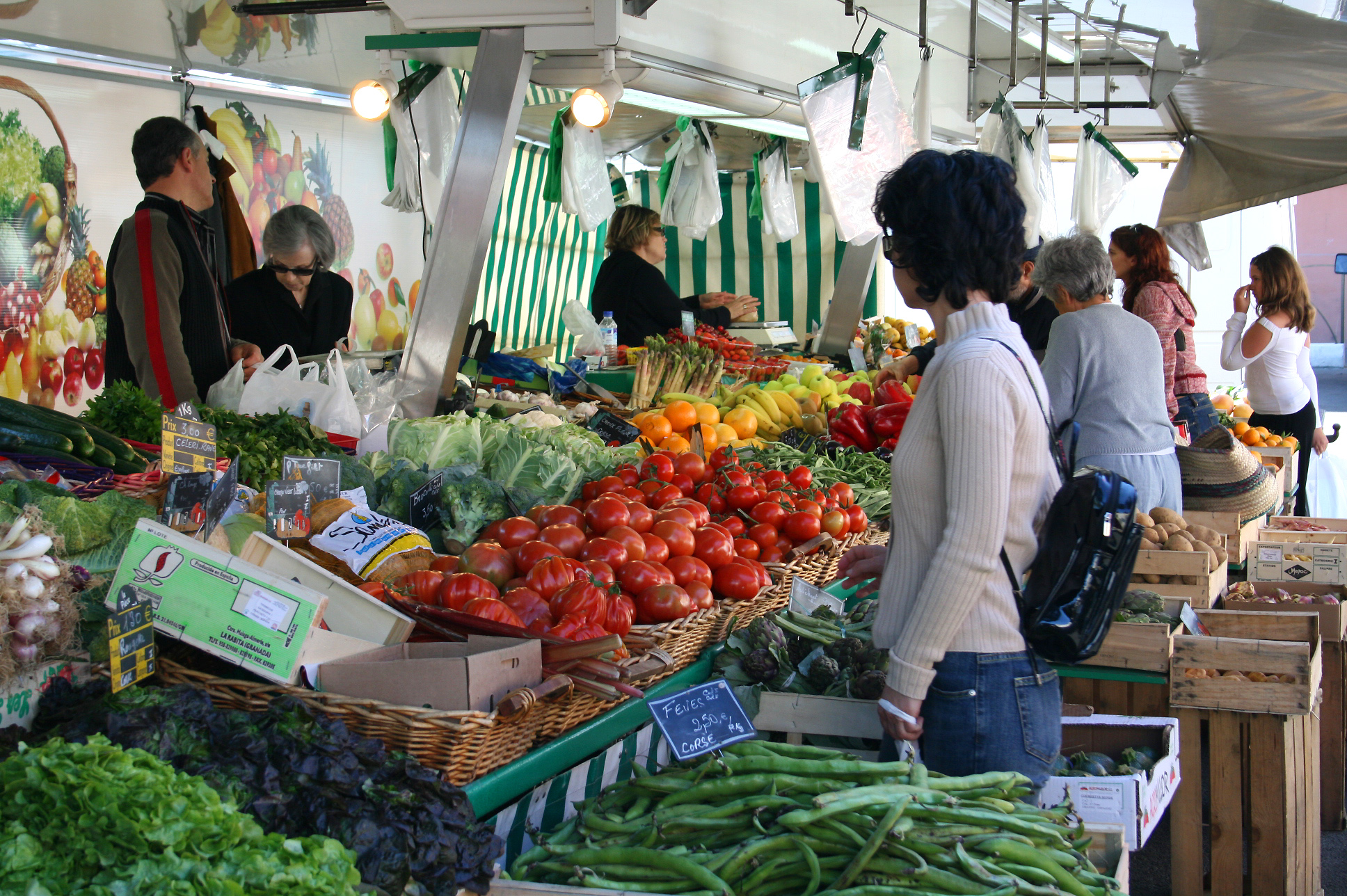
マルシェ

バスティアと同様に、コルスの経済、商業、行政中心地である。アジャクシオ（アヤッチュ）湾両岸と、グラヴォナ川谷まで広がる、コルス＝デュ＝シュド県の重要な約9万人の都市圏を形成する。第三次産業が主体である。
真夏の海水浴観光、釣りといった観光業は経済の欠かせない側面である。特長の様々なホテルがある。
アジャクシオのコンベンションセンターは、観光ビジネスの開発を目的としている。
アジャクシオおよびコルス＝デュ＝シュド県商工局がおかれ、アジャクシオ、ボニファシオ、ポルト＝ヴェッキオ、プロプリアノにある各商業港、ティノ・ロッシ・マリーナを管理している。またアジャクシオ・ナポレオン・ボナパルト国際空港、フィガリ・シュド・コルス空港、コンベンションセンターを管理する。
第二次産業は航空産業を除いて発展途上である。Corse Composites Aéronautiques CCAは2箇所で135人を雇用する島最大の企業である。
ヴァッジオ地区にある電力会社La Centrale EDFがコルスに電気を供給している。グラヴォナ運河は、アジャクシオに水を供給する責任を負っている。

## 交通

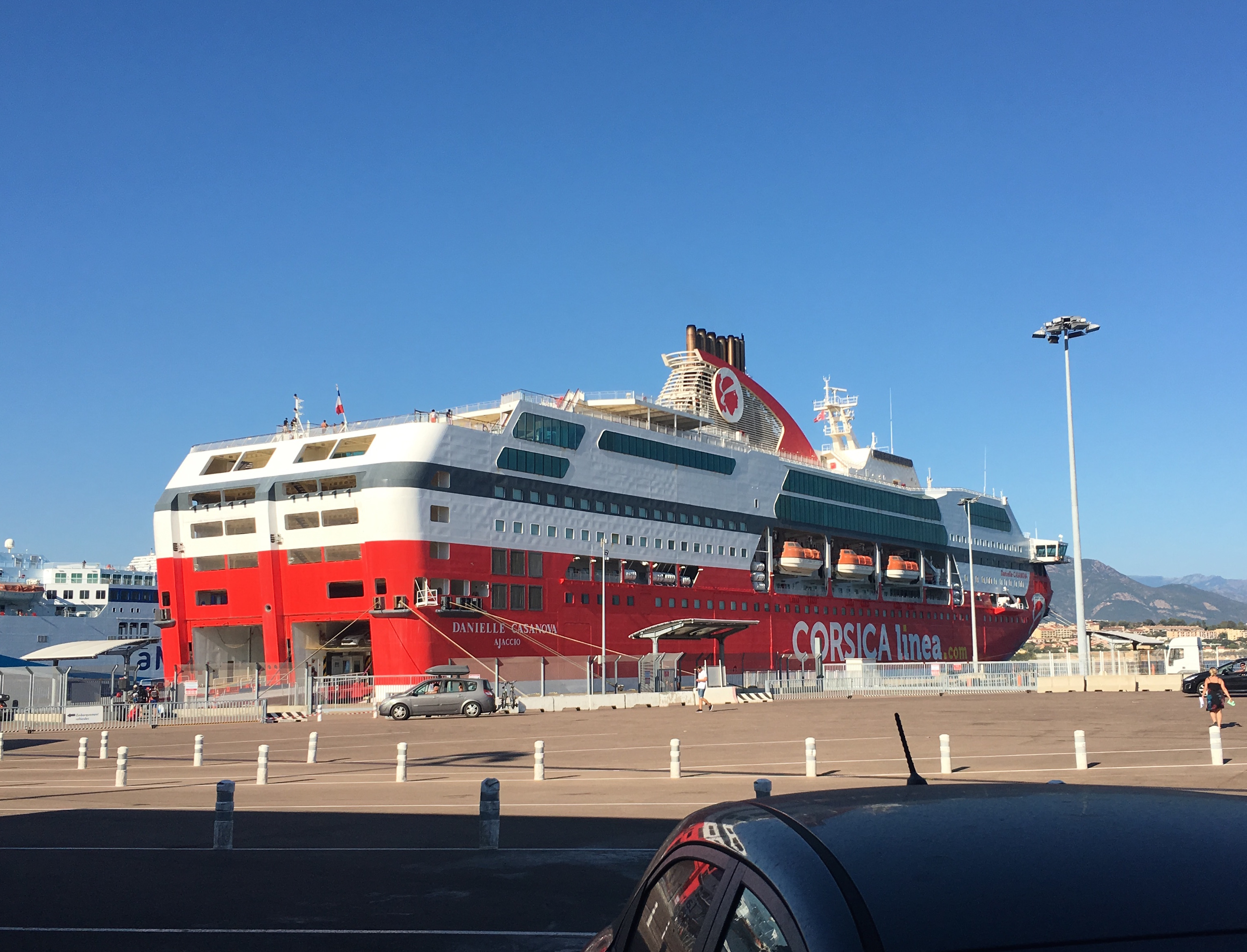
アジャクシオの港でコルシカ・リネアのフェリー

### 航空
アジャクシオ・ナポレオン・ボナパルト国際空港があり、地元航空会社エール・コルシカが本拠地としている。フランス本土のパリ、マルセイユ、ニース、ブリーヴ＝ラ＝ガイヤルドへの複数便、欧州からの観光客のためヨーロッパ便もある。

### 鉄道
コルシカ鉄道に属するアジャクシオ駅はピエール・グリフィ広場近くにある。路線はコルテやバスティア、カルヴィをつなぐ。

### 道路

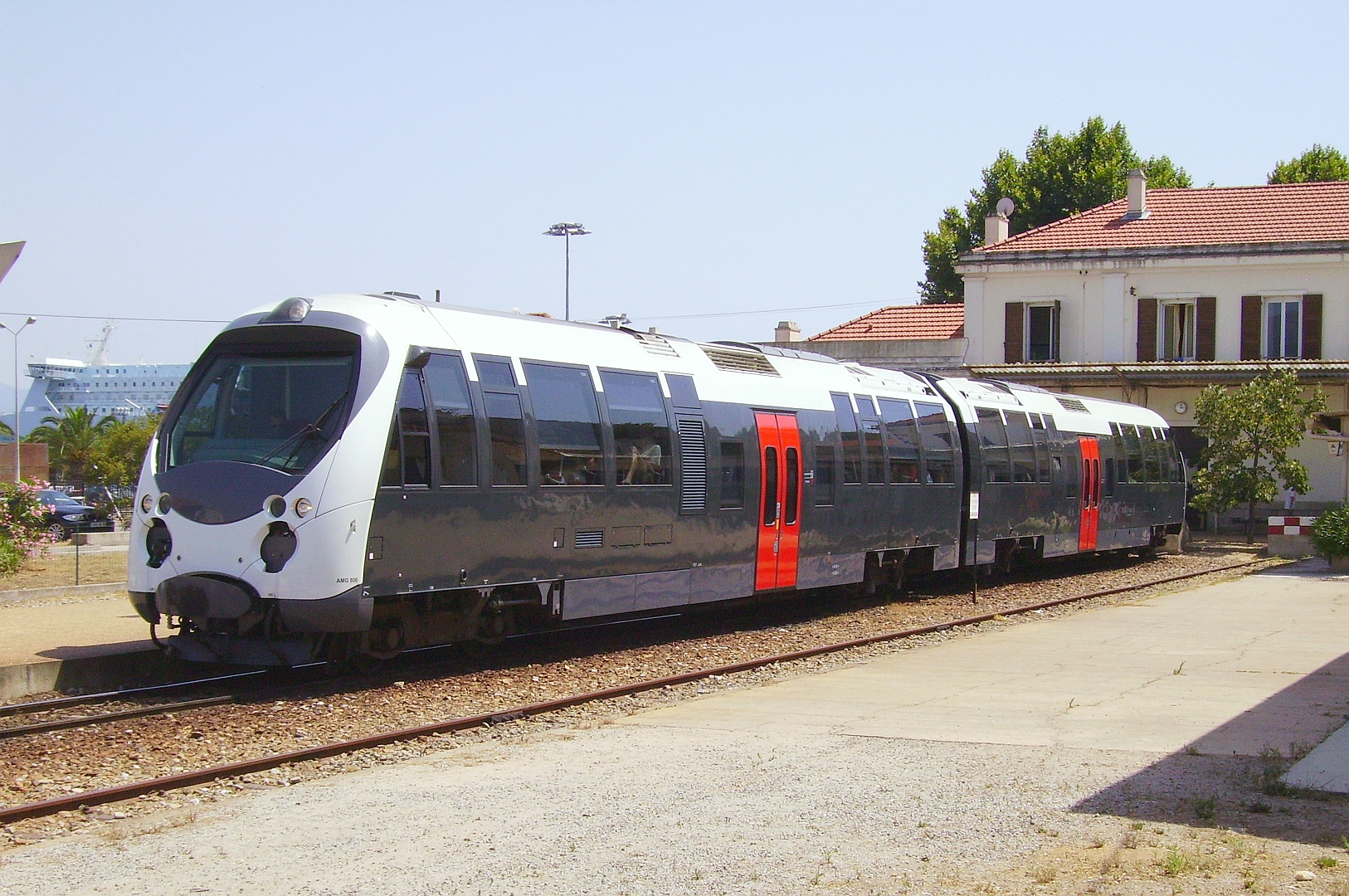
アジャクシオ発バスティア行きの電車。アジャクシオ駅にて

バスティアへはRN194、RN193とRN196でボニファシオにアクセス可能である。主要コミューンだけでなく、周辺の村へつながる二次的道路、北部からアジャクシオへ向かうルート、南の海へ向かう行き止まりの場所への主要な軸となっている。
過密都市の重要な交通と駐車場の不足の問題があり、特に通勤ピーク時や夏の観光シーズンに発生する。数箇所の地区をつなぐ環状道路のバイパスが完成に近づいている。

### 港湾
アジャクシオ港はほぼ毎日本土のマルセイユ港、トゥーロン港、ニース港と接続がされている。イタリア本土のリヴォルノ港、サルデーニャ行きも時折ある。島内のカルヴィ港やプロプリアノ港への季節運航もある。コルシカ・リネアとコルシカ・フェリーズの2社が主要海運会社である。
2007年のアジャクシオはクルーズ船の重要な中継地で、フランスでは第2位、コルス島内では第1位であった（乗客数418 086人）。

## 教育

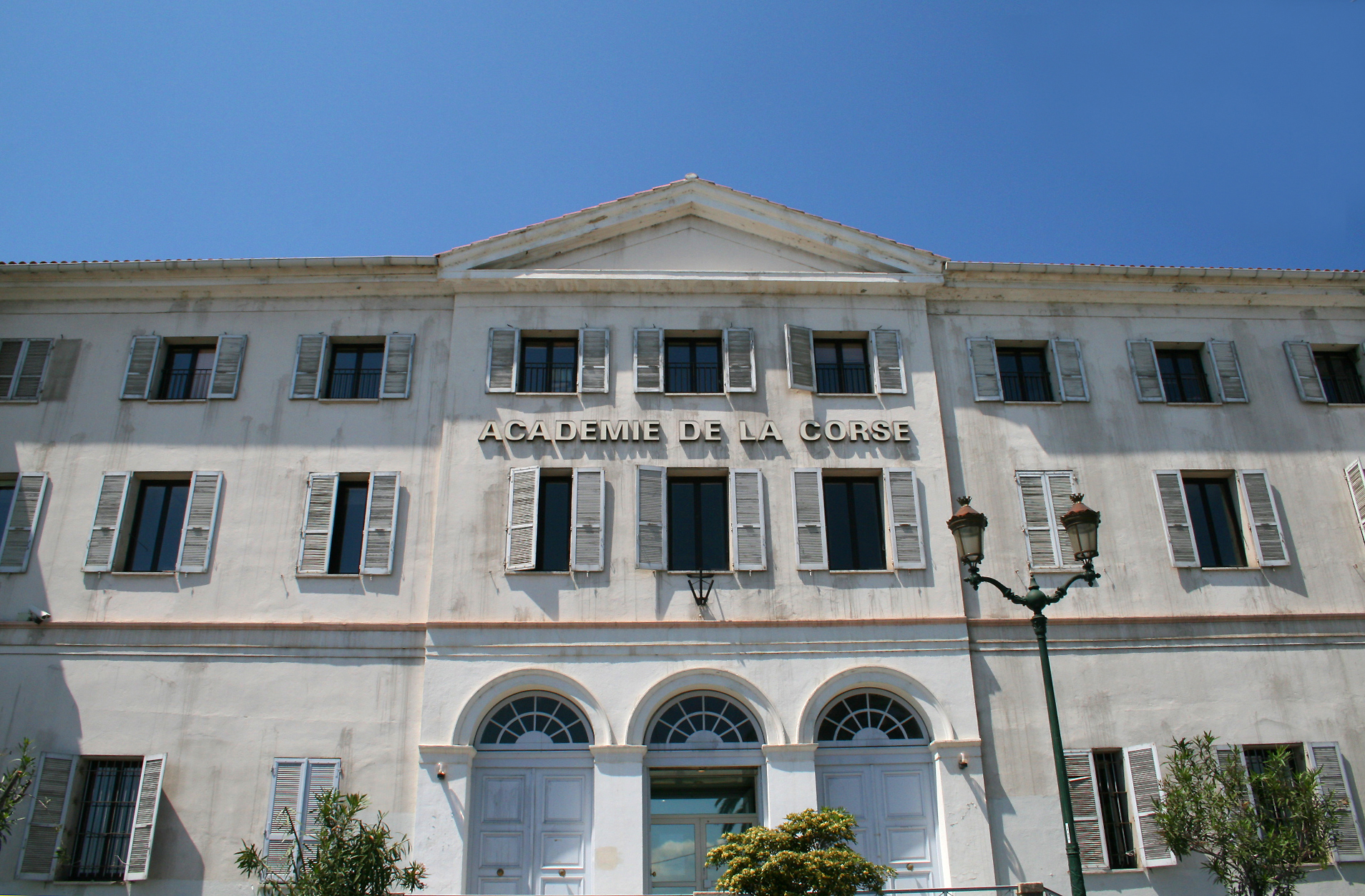
アカデミー・ド・コルス

アジャクシオ（アヤッチュ）にはアカデミー・ド・コルスが本部を置く。
リセは公立私立含め5校ある。高等教育機関は、一部の高等技術者免状（fr）や看護教育機関（IFSI）、コルテにあるコルシカ大学を除いて発展途上にある。国立農業研究所（fr）の研究所はアジャクシオにある。

## 出身･関連著名人
- ナポレオン・ボナパルト
- フランソワ＝グザヴィエ・オルトリ
- フランソワ・コティ
- ティノ・ロッシ（fr） - 俳優・歌手
- アリゼ

## 文化

### スポーツ
- ACアジャクシオ - アジャクシオ（アヤッチュ）を本拠地とするサッカークラブ
- ガゼレク・アジャクシオ - アジャクシオ（アヤッチュ）を本拠地とするサッカークラブ
- ツール・ド・コルス - アジャクシオにラリーのヘッドクオーターが置かれる。